# Télenguites
Cet article concerne le peuple telengite. Pour la langue telengite, voir Telengite.
Les Télenguites sont une population turque vivant surtout dans la république de l'Altaï en Russie. 
Les Télenguites vivent principalement dans le raïon de Koch-Agatch.
Ils font partie du groupe des Altaïens méridionaux.

### Filmographie
- (en) Land is Breath: respecting nature in Altai (United Nations University, 2009, vidéo)